# Idaea agrostemmata
Idaea agrostemmata là một loài bướm đêm trong họ Geometridae.